# Paya Tampah (Birem Bayeun)
Paya Tampah is een bestuurslaag in het regentschap Aceh Timur van de provincie Atjeh, Indonesië. Paya Tampah telt 504 inwoners (volkstelling 2010).